# Tännich

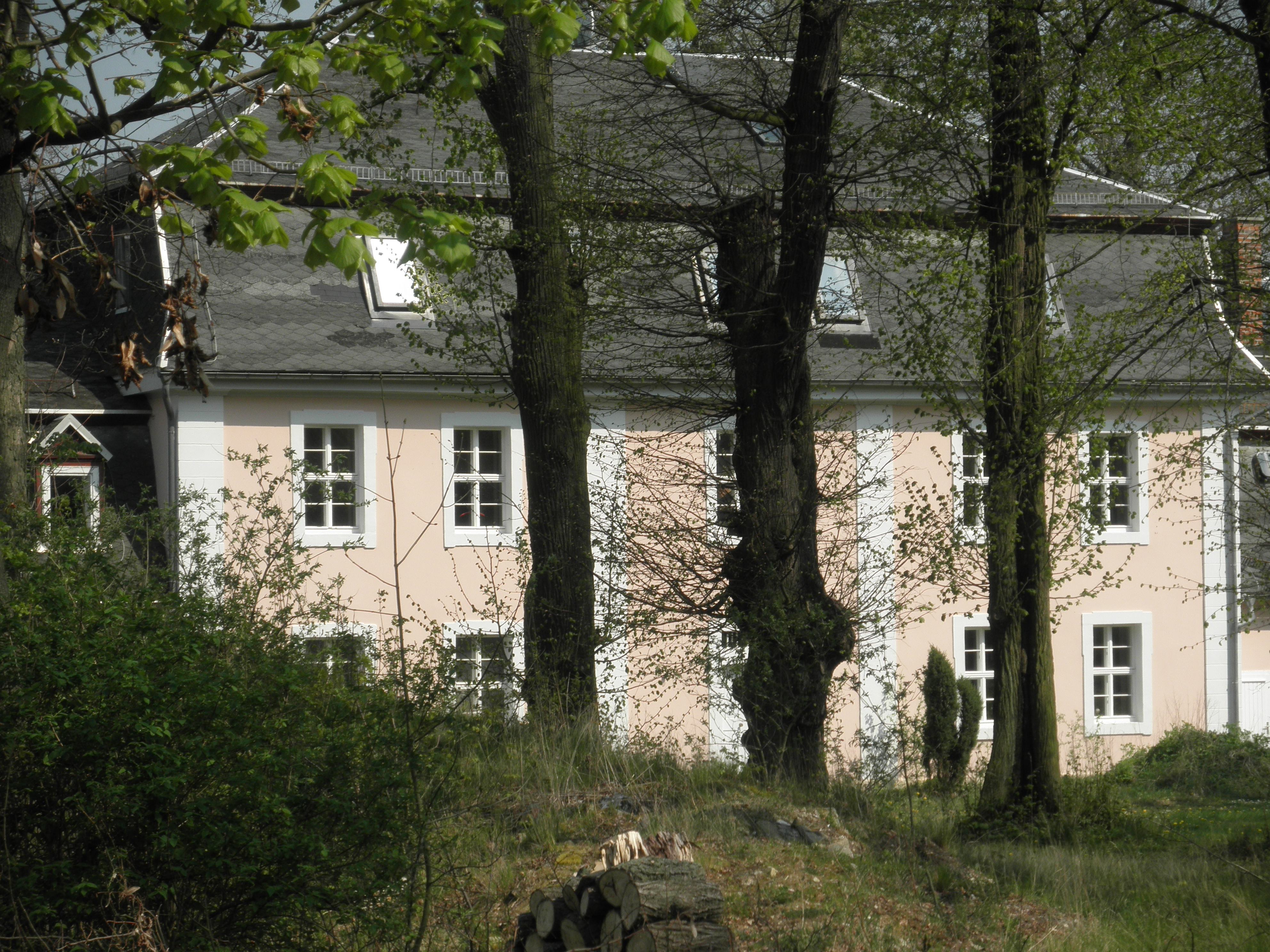
Schloss Tännich, Mittelteil, Rückseite (2012)

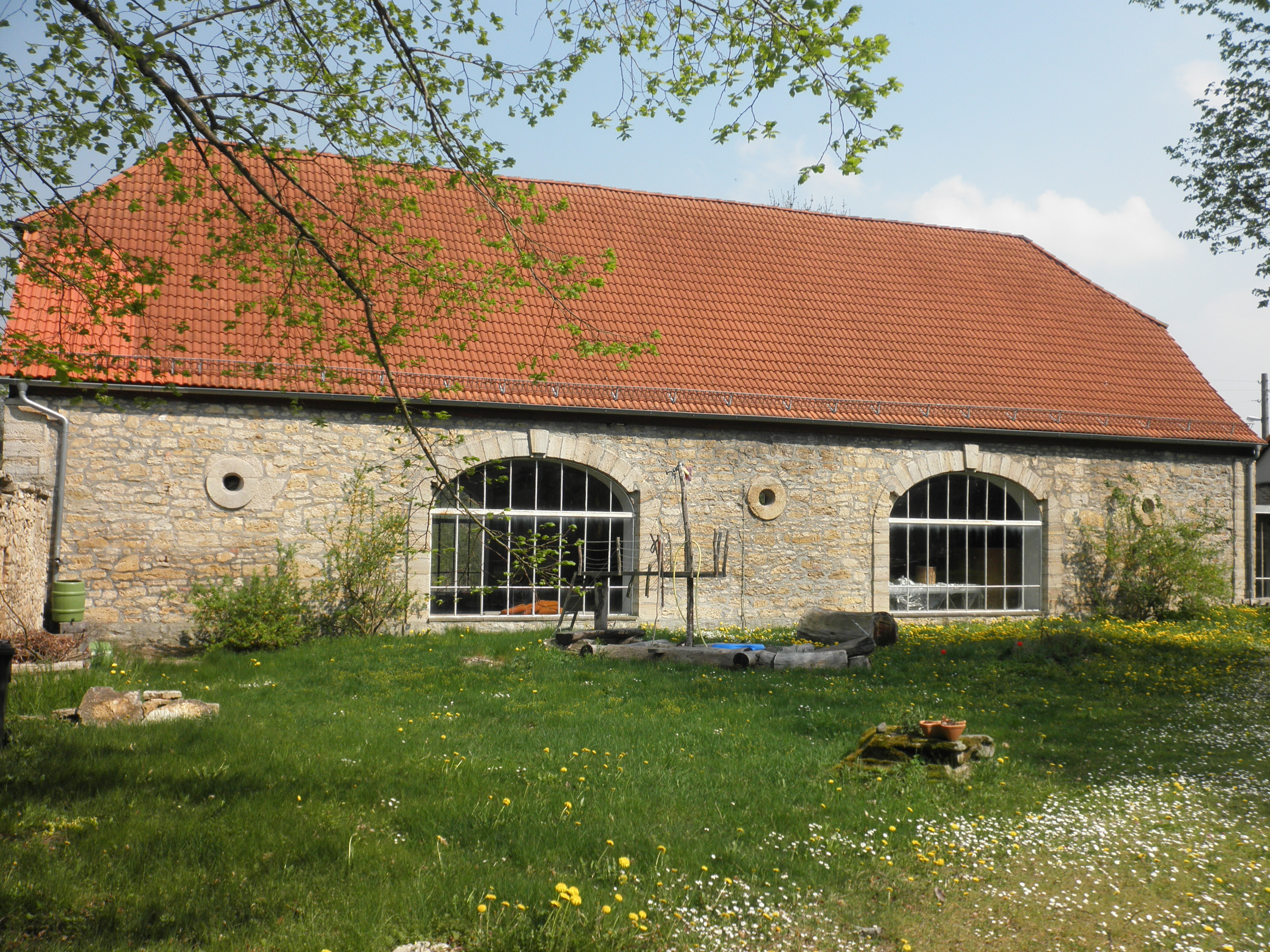
Früheres Wirtschaftsgebäude des Gutes Tännich (2012)

Tännich ist ein Weiler, der zur Stadt Rudolstadt im Landkreis Saalfeld-Rudolstadt im Freistaat Thüringen gehört.

## Geografie
Der Weiler Tännich liegt ca. 2,9 Kilometer nördlich über Remda-Teichel auf einer Anhöhe des auslaufenden Oesterödaer Grabens am südlichen Rande des Tannrodaer Waldlandes an einem Verbindungsweg von Breitenheerda zum Weiler. Die Höhenlage liegt im Mittel bei 500 m über NN.

## Geschichte
Der Weiler Tännich soll schon um das Jahr 900 n. Chr. existiert haben. Es gab je nach Klima Wechsel zwischen Besiedlung und Wüstenei.
Rittergut und Herrenhaus (Schloss) wurden von dem kinderlosen adligen Besitzer Anfang des 20. Jahrhunderts veräußert. Im Schloss von Tännich befand sich dann von 1924 bis 1933 das „Friedrich-Ebert-Heim“, als deren Reichsferienheim die erste Bildungsstätte der Sozialistischen Arbeiterjugend. Das Gebäude wurde 1924 gepachtet. Der Künstler Alfred Hanf schuf im gleichen Jahr die Deckengemälde im Schloss. Viele Veranstaltungen der SAJD fanden statt. Im April 1933 wurde das Jugendheim von den Nationalsozialisten aufgelöst. Es wurde HJ-Heim, dann Fortbildungseinrichtung der NS-Dozentenschaft. Nach dem Krieg wurde es kurzzeitig als Arbeiterunterkunft der SDAG Wismut genutzt. Im Anschluss war es Landwirtschaftsschule und FDJ-Schulungszentrum. Von 1963 bis 1972 war das Schloss eine Jugendherberge.
Ab 1972 wurde das Schloss vom Weimar-Werk übernommen und nach aufwendigen Umbau- und Sanierungsarbeiten bis 1990 als Betriebsferienheim und Kinderferienlager genutzt. Nach der Wende war das Schloss längere Zeit ungenutzt.
1999 zogen 15 Frauen ein, das Gelände wurde ein „Beginenhof“. Diese zogen nach schweren Auseinandersetzungen 2005  wieder aus. Im Zuge dieser Nutzung wurden alle Einbauten (Gaststätte, Sozialräume und Gästezimmer) durch die Frauen umgebaut und dabei ruiniert. Seit 2005 befindet sich das Schloss im Privatbesitz und wird saniert.
Neuerdings wird auf drei mittelalterliche Wüstungen im Raum Tännich aufmerksam gemacht.

## Verkehr
Tännich ist über die L 1050 und die K 11 (beginnt ca. Ortsmitte Breitenheerda, gegenüber Gaststätte) gut erreichbar. Nur die K 11 ist eine befestigte Straße, alle anderen in Navigationssystemen angegebenen Zufahrtstraßen sind Forstwege-/straßen und nicht befahrbar! Das Gleiche gilt für angebliche Straßen nach Tännich aus Richtung Rittersdorf oder Haufeld.